# Dracaenura
Dracaenura is een geslacht van vlinders van de familie van de grasmotten (Crambidae), uit de onderfamilie van de Spilomelinae. De wetenschappelijke naam voor dit geslacht is voor het eerst gepubliceerd in 1886 door Edward Meyrick.

## Soorten
- D. adela Tams, 1935
- D. aegialitis Meyrick, 1910
- D. agramma Meyrick, 1886
- D. albonigralis Hampson, 1897
- D. arfakalis Swinhoe, 1917
- D. asthenota Meyrick, 1886
- D. chrysochroa Hampson, 1907
- D. cincticorpus Hampson, 1897
- D. horochroa Meyrick, 1886
- D. leucoprocta Hampson, 1897
- D. metaleuca Hampson, 1917
- D. myota Meyrick, 1886
- D. pelochra Meyrick, 1886
- D. prosthenialis Hampson, 1897
- D. pseudopelochra Rothschild, 1915
- D. semialbalis Rothschild, 1915
- D. stenosoma (C. Felder, R. Felder & Rogenhofer, 1875)
- D. tagiadialis Hampson, 1897
- D. torridalis Kenrick, 1907